# Jet (Oklahoma)
Jet es un pueblo ubicado en el condado de Alfalfa en el estado estadounidense de Oklahoma. En el año 2010 tenía una población de 213 habitantes y una densidad poblacional de 266,25 personas por km².

## Geografía
Jet se encuentra ubicado en las coordenadas 36°40′0″N 98°10′52″O / 36.66667, -98.18111 (36.666790, -98.181053).

## Demografía
Según la Oficina del Censo en 2000 los ingresos medios por hogar en la localidad eran de $28,393 y los ingresos medios por familia eran $31,250. Los hombres tenían unos ingresos medios de $25,000 frente a los $18,250 para las mujeres. La renta per cápita para la localidad era de $15,024. Alrededor del 5.3% de la población estaban por debajo del umbral de pobreza.